# Първи интернационал
Първият Интернационал е основан под името Международно работническо сдружение (на английски: International Working Men’s Association) на среща в Лондон на 28 септември 1864 година.
Негови учредители са сред най-мощните британски, френски, швейцарски, испански и италиански синдикални организации от онова време. Въпреки че Карл Маркс няма никакво участие в организирането на срещата, той е избран за един от тридесет и двамата членове на временния Генерален съвет. Основан предимно на отделни членове, организирани в местни групи, които са интегрирани в национални федерации, въпреки че някои синдикати и сдружения са се присъединили към него като цяло. Върховен орган е Конгресът, който се среща всяка година в различен град, като формулира принципи и политики. Генералният съвет, избран от Конгреса, е със седалище в Лондон и служи като Изпълнителен комитет, от делегираните секретари на всяка от националните федерации, за организиране на акции за оказване на подкрепа в различни страни.
От самото начало Интернационалът е разкъсван от противоречивите школи на социалистическата мисъл – марксизмът, прудонизмът (Пиер-Жозеф Прудон, който се застъпва само за реформа на капитализма), бланкизмът (Огюст Бланки, който се застъпва за радикални методи, метежи и революции), както и версията на анархизма на Михаил Бакунин (който доминира в италианската, испанската и френско-швейцарската федерации). Първият международен интернационал се разделя на своя конгрес в Хага през 1872 г. вследствие от сблъсъка между централизирания социализъм на Маркс и анархизма на Бакунин. С цел предотвратяване доминирането на движението от анархистите и придобиване на контрол на сдружението, Генералният съвет (подтикнат от Маркс) мести централата си в Ню Йорк. По време на конференцията във Филаделфия през юли 1876 г. бакунизмът поема ръководството на организацията, провеждайки годишни конгреси в периода 1873 – 1877 г. Анархистите не успяват обаче да запазят Интернационала жив. След анархистическия конгрес в Лондон от 1881 г. Интернационалът престава да представлява организирано движение.
Частта от интернационала, неподчинила се на решението на Хагския конгрес по въпроса за политическата дейност на пролетариата, продължава да организира конгреси. Тяхната организация отново се именува Международно работническо сдружение или повече известна като Анархистически интернационал. В 1877 – 1921 година дейността на тази организация замира, обаче в 1922 година тя се възражда с това название, днес по-известно като Берлински интернационал на синдикатите.